# كلية طب نيويورك
كلية طب نيويورك (بالإنجليزية: New York Medical College)‏ هي إحدى الكليات لتدريس الطب في الولايات المتحدة الأمريكية. تقع في مدينة فالهالا في ولاية نيويورك الأمريكية. نوع الشهادة الطبية التي يتم تحصيلها هناك هي دكتور في الطب.